# Tyler Abramson
Tyler Abramson (Orinda, 30 dicembre 1998) è un pallanuotista statunitense, attaccante mancino della De Akker.

## Carriera
Attaccante mancino, ha giocato nella Stanford University, con la quale nel 2019 ha vinto il titolo NCAA. Nel 2022 si trasferisce al Posillipo. Con la nazionale statunitense ha conquistato l'argento nella World League del 2022.
Nel 2024 firma un contratto con la De Akker Team.

## Palmarès

### Club
- Coppa di Germania: 1

Spandau: 2024

### Nazionale
- Coppa del Mondo

Los Angeles 2023: 
- World League

Strasburgo 2022: 
- Universiadi

Napoli 2019: 